# Nõmmküla (Muhu)
Nõmmküla is een plaats in de Estlandse gemeente Muhu, provincie Saaremaa. De plaats heeft de status van dorp (Estisch: küla).

## Bevolking
Het dorp had 69 inwoners op 31 december 2011 en 72 inwoners op 31 december 2021.

## Ligging
Nõmmküla ligt aan de noordkust van het eiland Muhu.

## Geschiedenis
De plaats werd voor het eerst genoemd in 1645 onder de naam Nömkülla, een nederzetting op het landgoed van Tamse.

## Foto's

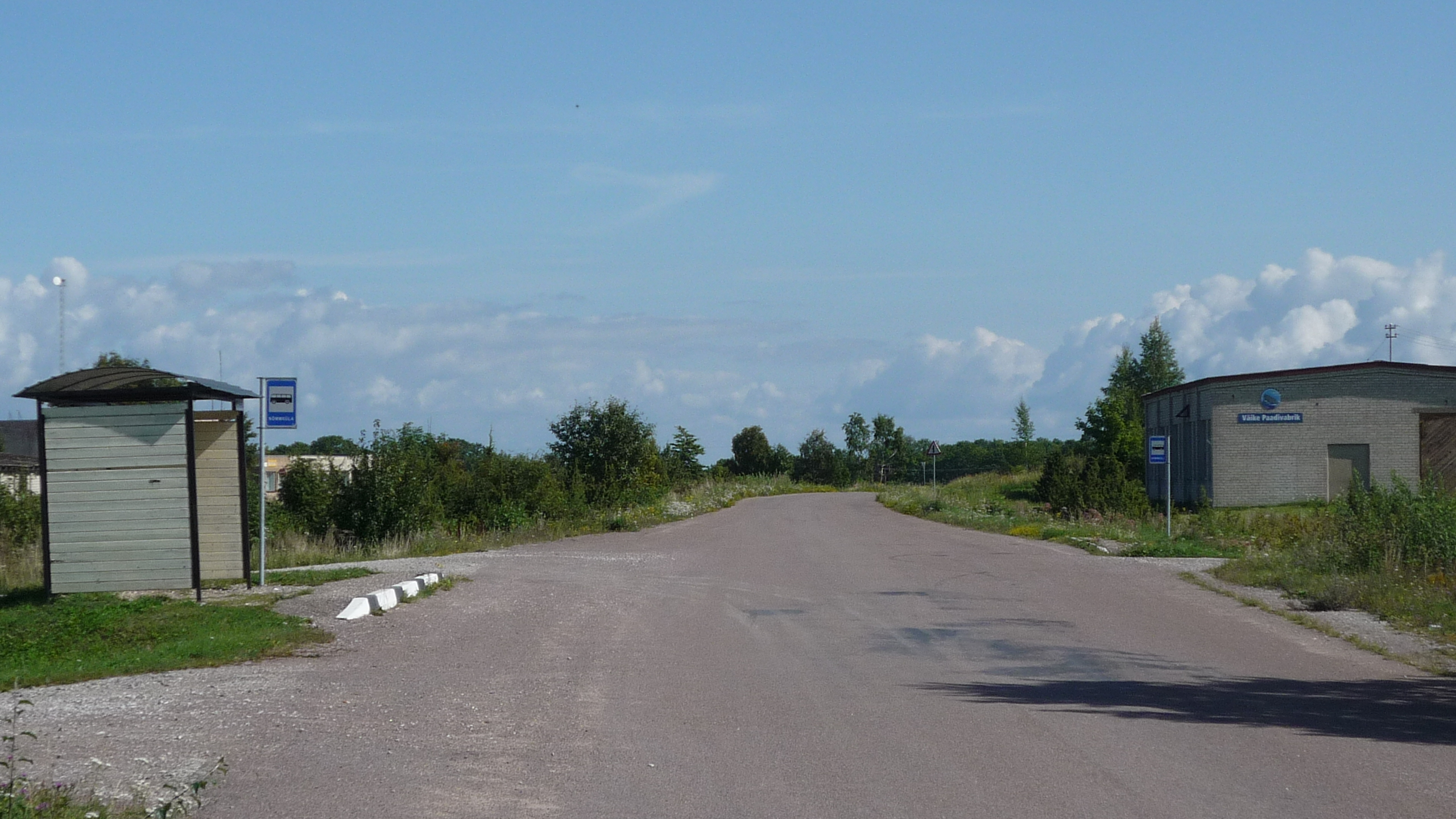
Bushalte bij Nõmmküla
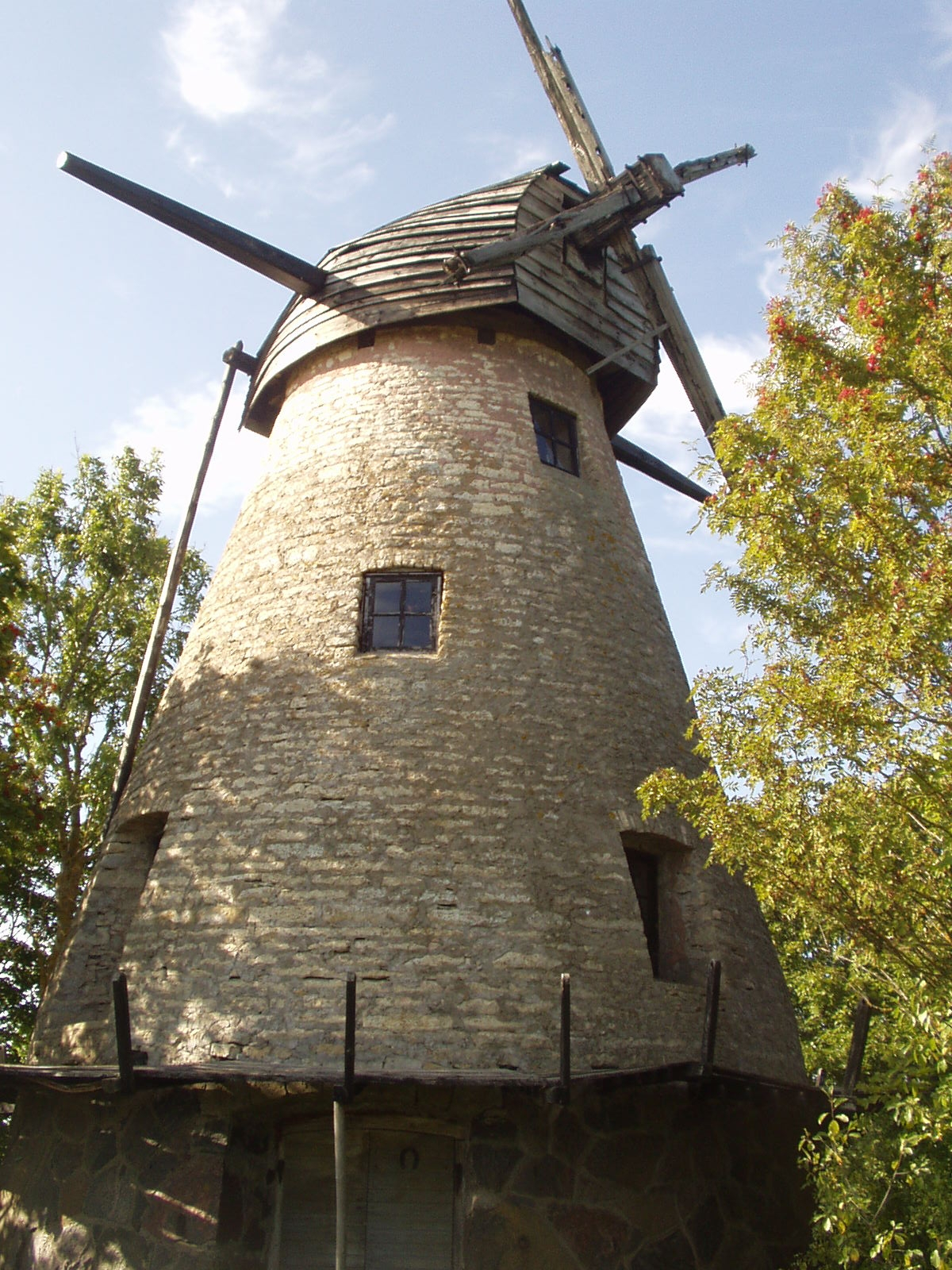
Molen
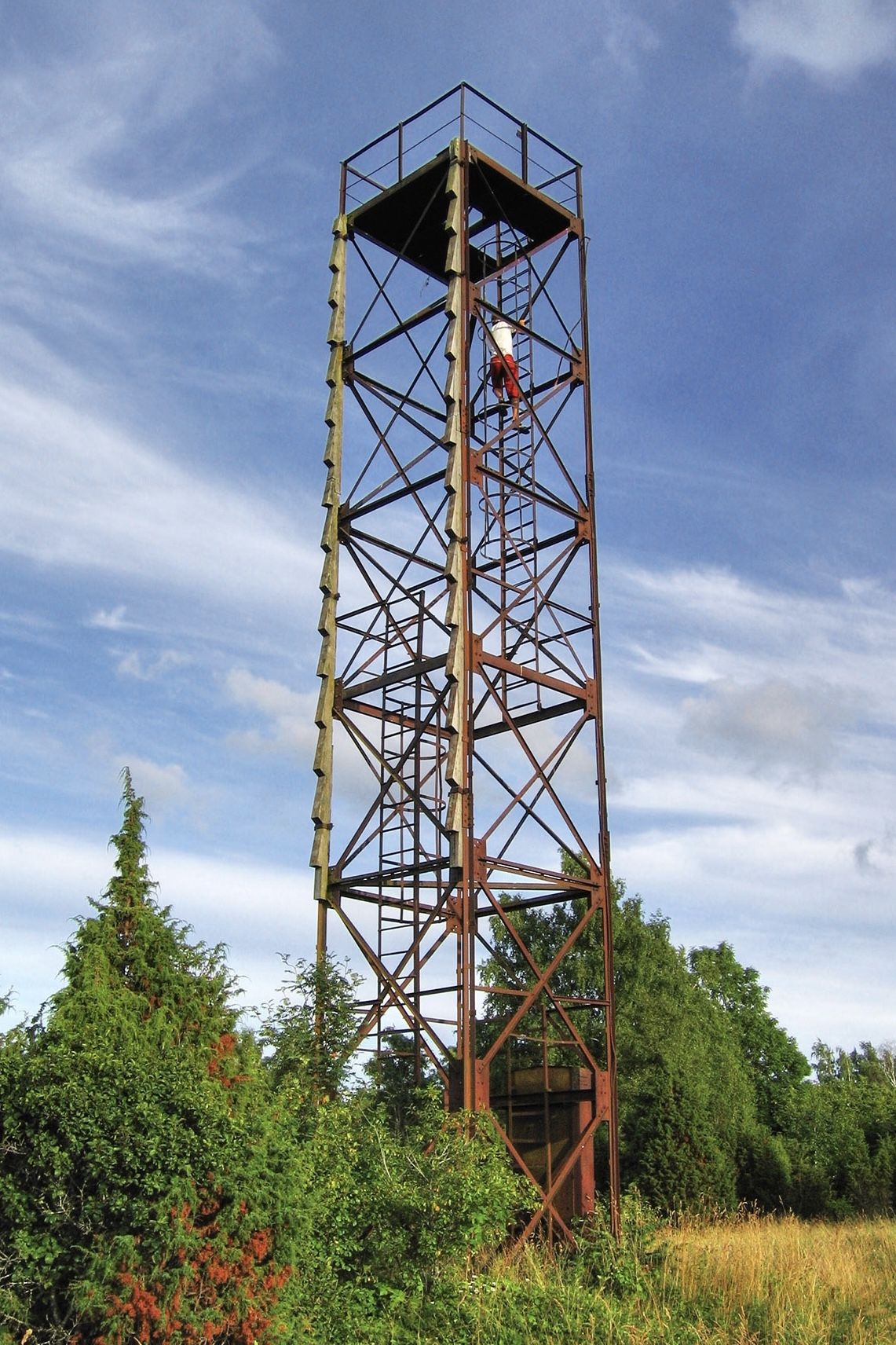
Baken aan de kust